# Miz
Miz（渡邊瑞枝，1981年3月6日—）是出身於日本北海道的一位流行／搖滾歌手，曾經在日本和瑞典兩地從事歌唱事業，目前已經引退。

## 生平
在相當年輕時，Miz就已經表現出在音樂領域的高度興趣和天份。她總是想要成為使人們在收音機中常聽到的歌手，但是生活在北海道如此鄉下的地方，並沒有給她太多機會。Miz在中學時期最大的興趣之一是到當地的美容沙龍，當她成為店裡的常客時，也同時和美容院經理成為好朋友。
當時正在舉辦一個偶像徵選會，而且宣傳海報被張貼在全日本的美容沙龍店中。Miz不斷看著海報，而美容院經理了解了她的心意並鼓勵Miz去參賽。在擊敗數以百計的競爭者後，Miz取得了勝利。
Miz立刻將所有生活中的計畫拋諸腦後，決定追求她的音樂夢想。於高中畢業之後，她搬到東京，而且之後很快地與Universal Victor 簽約，以Mizuki Watanabe為名發行了出道單曲 I WILL，在那之後，又發行了另一張單曲Ambition，但之後就沒有再發行任何作品。兩張單曲都在絕大部分的日本唱片行中上市。
在發行Ambition之後，她的短暫事業便結束了。然而她並沒有因此而放棄，並持續在一間錄音室中學習歌唱的相關課程，最後幫忙錄製了 DEMO 帶，很快地，她被介紹給一位叫做Tord Backstrom的製作人。
Tord Backstrom正在尋找演唱由瑞典作曲家所作的歌曲，然後，他找到了Miz。他立刻知道 Miz 具有明星的天賦。在2003年，Miz前往瑞典和他的創意團隊會面。第一次見到Miz時，他們非常訝異，甚至不能確定 Miz 是不是日本人，因為她的英語說的比一般日本人還要來得好，而且她喜歡和人擁抱！（通常日本女性喜歡保持自己的空間。）
一開始，他們計畫在瑞典發行一些音樂作品，Miz在瑞典的出道單曲Waiting很快的進入了排行榜並且在第8名的成績，很快地，專輯Story Untold在2004年9月22日也發行了，其中包含了10首全英文歌曲。
同時，他也發行了一些其他的音樂作品，她的日文重新出道單曲 New Day 在同年發行，當時有名的日本流行音樂歌手總是喜歡使用高音、鼻音等技巧，這對 Miz 來說並不適用，她以一個全新的面孔在日本現身，人們喜歡她豐富且強而有力的聲音。New Day 在日本公信榜拿到了第20名。為了宣傳她的第一張日文專輯 Say It's Forever，Miz 被邀請到由 Channel V 在台灣舉辦的演唱會上與其他本地和外國歌手演出，她表演了 3首歌 New Day、Waiting for、和 Say It's Forever。同時在短暫的停留中上了 AIUEO 節目宣傳，節目主持人顯然地是她在日本正式出道前的朋友，她成為了當年在台灣相當受歡迎的日本女歌手。
從那之後，Miz 持續地發行她的音樂作品直到今天。她寫了大部分的日文歌詞，並且英文漸漸變的流利。或許不久之後大家就會聽到她創作的英文歌曲。
在2006年2月發行了她的第二張專輯 Mizrock，Miz消聲匿跡了一陣子，在 2007 年 3 月，她的官方網站發布了新作品發行的消息，其他網站像是Tower Records和ORICON都確認了這個消息，同年6月4日 Miz 也從 Victor Interactive 轉移到新東家 Nayutawave Records，並且在2007年7月25日以 Mizrock 為名發行新迷你專輯 Good bye, yesterday。
2014年9月於其網誌上宣布結婚並從歌壇引退。

## 歷年作品

### 以 Mizuki Watanabe 為名發行的單曲
- I WILL（1999年6月18日）
- Ambition（1999年11月24日）
- 青い記憶（2001年8月）

### 在瑞典發行的單曲
- Waiting（2004年9月13日）

### 在瑞典發行的專輯
- Story Untold（2004年9月24日）
- Story Untold - Second press（2004年11月19日）

### 日文單曲
- New Day（2004年2月18日）
- Waiting For（2004年7月21日）
- In the Sky（2005年8月3日）
- Backseat Baby（2005年11月30日）
- Bittersweet（2006年2月25日）
- Best Friend / Hello me! 作曲:Figge Boström （页面存档备份，存于）, Anna Nordell （页面存档备份，存于）（2007年10月24日）
- Thank You xxx（2008年2月20日）
- ペッパー警部（2008年7月2日）
- Faraway（2010年5月26日）

### 日文專輯
- Say It's Forever（2004年8月21日）
- Dreams（2005年3月9日）
- Mizrock（2006年2月22日）
- Good bye, yesterday（2007年7月24日）（以 "Mizrock" 為名發行的迷你專輯）

## 外部連結
- Mizrock (Universal Music)